# Karim Onisiwo
Karim Onisiwo (Vienna, 17 marzo 1992) è un calciatore austriaco di origini nigeriane, attaccante del Salisburgo.

## Biografia
Nato in Austria, suo padre è nigeriano.

## Carriera

### Club
Il 5 gennaio 2016 viene acquistato dal Magonza, club della prima divisione tedesca, in cui gioca ininterrottamente per nove anni, fino al 2025, quando ritorna in patria al Salisburgo.

### Nazionale
Dopo avere militato nell'under-21 austriaca, il 17 novembre 2015 esordisce con la nazionale maggiore nell'amichevole persa in casa contro la Svizzera (1-2).
Il 7 settembre 2020 realizza la sua prima rete per la massima selezione austriaca nella sconfitta interna per 2-3 in Nations League contro la Romania.
Convocato per gli Europei 2020, disputati nel 2021 a causa della pandemia di COVID-19, scende in campo in una delle quattro sfide disputate dall'Austria che è stata eliminata agli ottavi dall'Italia ai supplementari (2-1).
Il 3 novembre 2023 annuncia il proprio ritiro dalla nazionale, con cui ha racimolato 24 presenze e un gol.

## Statistiche

### Presenze e reti nei club
Statistiche aggiornate al 20 giugno 2025.
| Stagione                  | Squadra                      | Campionato                | Campionato | Campionato | Coppe nazionali | Coppe nazionali | Coppe nazionali | Coppe continentali | Coppe continentali | Coppe continentali | Altre coppe | Altre coppe | Altre coppe | Totale | Totale |
| Stagione                  | Squadra                      | Comp                      | Pres       | Reti       | Comp            | Pres            | Reti            | Comp               | Pres               | Reti               | Comp        | Pres        | Reti        | Pres   | Reti   |
| ------------------------- | ---------------------------- | ------------------------- | ---------- | ---------- | --------------- | --------------- | --------------- | ------------------ | ------------------ | ------------------ | ----------- | ----------- | ----------- | ------ | ------ |
| 2010-2011                 | Ostbahn XI                   | RL                        | 23         | 7          | CA              | 0               | 0               | -                  | -                  | -                  | -           | -           | -           | 23     | 7      |
| lug.-dic. 2011            | Neumarkt                     | RL                        | 16         | 8          | CA              | 1               | 0               | -                  | -                  | -                  | -           | -           | -           | 17     | 8      |
| gen.-giu. 2012            | Template:Calcio Straßwalchen | 1.L                       | 11         | 7          | -               | -               | -               | -                  | -                  | -                  | -           | -           | -           | 11     | 7      |
| 2012-2013                 | Austria Salisburgo           | RL                        | 25         | 6          | CA              | 0               | 0               | -                  | -                  | -                  | -           | -           | -           | 25     | 6      |
| 2013-2014                 | Austria Salisburgo           | RL                        | 30+2       | 12         | CA              | 2               | 0               | -                  | -                  | -                  | -           | -           | -           | 34     | 12     |
| Totale Austria Salisburgo | Totale Austria Salisburgo    | Totale Austria Salisburgo | 55+2       | 18         |                 | 2               | 0               |                    | -                  | -                  |             | -           | -           | 59     | 18     |
| 2014-2015                 | Mattersburg                  | EL                        | 33         | 18         | CA              | 2               | 0               | -                  | -                  | -                  | -           | -           | -           | 35     | 18     |
| 2015-gen. 2016            | Mattersburg                  | BL                        | 18         | 2          | CA              | 3               | 1               | -                  | -                  | -                  | -           | -           | -           | 21     | 3      |
| Totale Mattersburg        | Totale Mattersburg           | Totale Mattersburg        | 51         | 20         |                 | 5               | 1               |                    | -                  | -                  |             | -           | -           | 56     | 21     |
| gen.-giu. 2016            | Magonza                      | BL                        | 9          | 1          | CG              | 0               | 0               | -                  | -                  | -                  | -           | -           | -           | 9      | 1      |
| 2016-2017                 | Magonza                      | BL                        | 16         | 1          | CG              | 2               | 0               | UEL                | 3                  | 0                  | -           | -           | -           | 21     | 1      |
| 2017-2018                 | Magonza                      | BL                        | 8          | 0          | CG              | 2               | 0               | -                  | -                  | -                  | -           | -           | -           | 10     | 0      |
| 2018-2019                 | Magonza                      | BL                        | 26         | 7          | CG              | 1               | 0               | -                  | -                  | -                  | -           | -           | -           | 27     | 7      |
| 2019-2020                 | Magonza                      | BL                        | 32         | 4          | CG              | 1               | 0               | -                  | -                  | -                  | -           | -           | -           | 33     | 4      |
| 2020-2021                 | Magonza                      | BL                        | 31         | 4          | CG              | 1               | 0               | -                  | -                  | -                  | -           | -           | -           | 32     | 4      |
| 2021-2022                 | Magonza                      | BL                        | 31         | 5          | CG              | 2               | 2               | -                  | -                  | -                  | -           | -           | -           | 33     | 7      |
| 2022-2023                 | Magonza                      | BL                        | 31         | 10         | CG              | 3               | 0               | -                  | -                  | -                  | -           | -           | -           | 34     | 10     |
| 2023-2024                 | Magonza                      | BL                        | 24         | 1          | CG              | 2               | 0               | -                  | -                  | -                  | -           | -           | -           | 26     | 1      |
| 2024-gen. 2025            | Magonza                      | BL                        | 6          | 0          | CG              | 2               | 0               | -                  | -                  | -                  | -           | -           | -           | 8      | 0      |
| Totale Magonza            | Totale Magonza               | Totale Magonza            | 214        | 33         |                 | 16              | 2               |                    | 3                  | 0                  |             | -           | -           | 233    | 35     |
| gen.-giu. 2025            | Salisburgo                   | BL                        | 8          | 1          | CA              | 1               | 0               | UCL                | -                  | -                  | CmC         | 1           | 1           | 10     | 2      |
| Totale carriera           | Totale carriera              | Totale carriera           | 380        | 94         |                 | 25              | 3               |                    | 3                  | 0                  |             | 1           | 1           | 409    | 98     |

### Cronologia presenze e reti in nazionale
| Cronologia completa delle presenze e delle reti in nazionale ― Austria | Cronologia completa delle presenze e delle reti in nazionale ― Austria | Cronologia completa delle presenze e delle reti in nazionale ― Austria | Cronologia completa delle presenze e delle reti in nazionale ― Austria | Cronologia completa delle presenze e delle reti in nazionale ― Austria | Cronologia completa delle presenze e delle reti in nazionale ― Austria | Cronologia completa delle presenze e delle reti in nazionale ― Austria | Cronologia completa delle presenze e delle reti in nazionale ― Austria |
| Data                                                                   | Città                                                                  | In casa                                                                | Risultato                                                              | Ospiti                                                                 | Competizione                                                           | Reti                                                                   | Note                                                                   |
| ---------------------------------------------------------------------- | ---------------------------------------------------------------------- | ---------------------------------------------------------------------- | ---------------------------------------------------------------------- | ---------------------------------------------------------------------- | ---------------------------------------------------------------------- | ---------------------------------------------------------------------- | ---------------------------------------------------------------------- |
| 17-11-2015                                                             | Vienna                                                                 | Austria                                                                | 1 – 2                                                                  | Svizzera                                                               | Amichevole                                                             | -                                                                      | 58’                                                                    |
| 15-11-2016                                                             | Vienna                                                                 | Austria                                                                | 0 – 0                                                                  | Slovacchia                                                             | Amichevole                                                             | -                                                                      | 84’                                                                    |
| 21-3-2019                                                              | Vienna                                                                 | Austria                                                                | 0 – 1                                                                  | Polonia                                                                | Qual. Euro 2020                                                        | -                                                                      | 84’                                                                    |
| 24-3-2019                                                              | Haifa                                                                  | Israele                                                                | 4 – 2                                                                  | Austria                                                                | Qual. Euro 2020                                                        | -                                                                      | 60’ 89’                                                                |
| 13-10-2019                                                             | Lubiana                                                                | Slovenia                                                               | 0 – 1                                                                  | Austria                                                                | Qual. Euro 2020                                                        | -                                                                      | 83’                                                                    |
| 19-11-2019                                                             | Riga                                                                   | Lettonia                                                               | 1 – 0                                                                  | Austria                                                                | Qual. Euro 2020                                                        | -                                                                      | 45’                                                                    |
| 4-9-2020                                                               | Oslo                                                                   | Norvegia                                                               | 1 – 2                                                                  | Austria                                                                | UEFA Nations League 2020-2021 - 1º turno                               | -                                                                      | 86’                                                                    |
| 7-9-2020                                                               | Klagenfurt am Wörthersee                                               | Austria                                                                | 2 – 3                                                                  | Romania                                                                | UEFA Nations League 2020-2021 - 1º turno                               | 1                                                                      | 60’                                                                    |
| 7-10-2020                                                              | Klagenfurt am Wörthersee                                               | Austria                                                                | 2 – 1                                                                  | Grecia                                                                 | Amichevole                                                             | -                                                                      | 76’                                                                    |
| 11-11-2020                                                             | Lussemburgo                                                            | Lussemburgo                                                            | 0 – 3                                                                  | Austria                                                                | Amichevole                                                             | -                                                                      | 88’                                                                    |
| 28-3-2021                                                              | Vienna                                                                 | Austria                                                                | 3 – 1                                                                  | Fær Øer                                                                | Qual. Mondiali 2022                                                    | -                                                                      | 76’                                                                    |
| 17-6-2021                                                              | Amsterdam                                                              | Paesi Bassi                                                            | 2 – 0                                                                  | Austria                                                                | Euro 2020 - 1º Turno                                                   | -                                                                      | 84’                                                                    |
| 9-10-2021                                                              | Tórshavn                                                               | Fær Øer                                                                | 0 – 2                                                                  | Austria                                                                | Qual. Mondiali 2022                                                    | -                                                                      | 77’                                                                    |
| 12-10-2021                                                             | Copenaghen                                                             | Danimarca                                                              | 1 – 0                                                                  | Austria                                                                | Qual. Mondiali 2022                                                    | -                                                                      | 72’                                                                    |
| 15-11-2021                                                             | Klagenfurt am Wörthersee                                               | Austria                                                                | 4 – 1                                                                  | Moldavia                                                               | Qual. Mondiali 2022                                                    | -                                                                      | 58’                                                                    |
| 3-6-2022                                                               | Osijek                                                                 | Croazia                                                                | 0 – 3                                                                  | Austria                                                                | UEFA Nations League 2022-2023 - 1º turno                               | -                                                                      | 45’                                                                    |
| 10-6-2022                                                              | Vienna                                                                 | Austria                                                                | 1 – 1                                                                  | Francia                                                                | UEFA Nations League 2022-2023 - 1º turno                               | -                                                                      | 63’                                                                    |
| 13-6-2022                                                              | Copenaghen                                                             | Danimarca                                                              | 2 – 0                                                                  | Austria                                                                | UEFA Nations League 2022-2023 - 1º turno                               | -                                                                      | 45’                                                                    |
| 22-9-2022                                                              | Saint-Denis                                                            | Francia                                                                | 2 – 0                                                                  | Austria                                                                | UEFA Nations League 2022-2023 - 1º turno                               | -                                                                      | 64’                                                                    |
| 25-9-2022                                                              | Vienna                                                                 | Austria                                                                | 1 – 3                                                                  | Croazia                                                                | UEFA Nations League 2022-2023 - 1º turno                               | -                                                                      | 82’                                                                    |
| 27-3-2023                                                              | Linz                                                                   | Austria                                                                | 2 – 1                                                                  | Estonia                                                                | Qual. Euro 2024                                                        | -                                                                      | 82’                                                                    |
| 17-6-2023                                                              | Bruxelles                                                              | Belgio                                                                 | 1 – 1                                                                  | Austria                                                                | Qual. Euro 2024                                                        | -                                                                      | 87’                                                                    |
| 7-9-2023                                                               | Linz                                                                   | Austria                                                                | 1 – 1                                                                  | Moldavia                                                               | Amichevole                                                             | -                                                                      | 46’                                                                    |
| 12-9-2023                                                              | Solna                                                                  | Svezia                                                                 | 1 – 3                                                                  | Austria                                                                | Qual. Euro 2024                                                        | -                                                                      | 84’                                                                    |
| Totale                                                                 |                                                                        | Presenze                                                               | 24                                                                     |                                                                        | Reti                                                                   | 1                                                                      |                                                                        |

## Palmarès

### Club

#### Competizioni nazionali
- Erste Liga: 1

Mattersburg: 2014-2015